# Elytrotetrantus gigas
Elytrotetrantus gigas là một loài bọ cánh cứng trong họ Cerylonidae. Loài này được John miêu tả khoa học năm 1963.